# Montreuil-en-Caux
Montreuil-en-Caux är en kommun i departementet Seine-Maritime i regionen Normandie i norra Frankrike. Kommunen ligger i kantonen Tôtes som tillhör arrondissementet Dieppe. År 2022 hade Montreuil-en-Caux 490 invånare.

## Befolkningsutveckling
Antalet invånare i kommunen Montreuil-en-Caux
| Referens: INSEE |